# Предтеченский, Сергей Александрович
Сергей Александрович Предтеченский — российский духовный писатель начала XX века.
Даты его жизни не установлены (в некоторых источниках указано, что он родился в 1864 году). Известно, что он окончил Костромскую семинарию (1885) и затем, в 1889 году, Казанскую духовную академию. Имел степень магистра богословия. С 1891 года в звании профессора преподавал в Казанской духовной академии на кафедре новой гражданской истории; с 1911 года преподавал на кафедре литургики. В 1915 году был уволен с преподавательской должности по состоянию здоровья.
Главный его труд: «Развитие влияния папского престола на дела западных церквей до конца IX века» (Казань, 1891; магистерская диссертация). В ней, в частности, рассматривается антиеретическая полемика папы Григория I против донатистов. Другая известная его работа — «Парижский университет в средние века» (Казань, 1901).